# Ochrota ferruginea
Ochrota ferruginea là một loài bướm đêm thuộc phân họ Arctiinae, họ Erebidae.